# Dacampiaceae
Dacampiaceae är en familj av svampar. Enligt Catalogue of Life ingår Dacampiaceae i ordningen Pleosporales, klassen Dothideomycetes, divisionen sporsäcksvampar och riket svampar, men enligt Dyntaxa är tillhörigheten istället klassen Dothideomycetes, divisionen sporsäcksvampar och riket svampar.
|              | Pleomassariaceae             |
|              |                              |
|              | Naetrocymbaceae              |
|              |                              |
| Dacampiaceae | \| \| Eopyrenula \| \| \| \| |
|              | \| \| Eopyrenula \| \| \| \| |
|              | Arthopyreniaceae             |
|              |                              |
|              | Aigialaceae                  |
|              |                              |
|              | Amniculicolaceae             |
|              |                              |
|              | Corynesporascaceae           |
|              |                              |
|              | Cucurbitariaceae             |
|              |                              |
|              | Delitschiaceae               |
|              |                              |
|              | Diademaceae                  |
|              |                              |
|              | Didymosphaeriaceae           |
|              |                              |
|              | Dothidotthiaceae             |
|              |                              |
|              | Fenestellaceae               |
|              |                              |
|              | Leptosphaeriaceae            |
|              |                              |
|              | Lindgomycetaceae             |
|              |                              |
|              | Lophiostomataceae            |
|              |                              |
|              | Massarinaceae                |
|              |                              |
|              | Melanommataceae              |
|              |                              |
|              | Montagnulaceae               |
|              |                              |
|              | Morosphaeriaceae             |
|              |                              |
|              | Mytilinidiaceae              |
|              |                              |
|              | Parodiellaceae               |
|              |                              |
|              | Phaeosphaeriaceae            |
|              |                              |
|              | Phaeotrichaceae              |
|              |                              |
|              | Pleosporaceae                |
|              |                              |
|              | Sporormiaceae                |
|              |                              |
|              | Testudinaceae                |
|              |                              |
|              | Tetraplosphaeriaceae         |
|              |                              |
|              | Tubeufiaceae                 |
|              |                              |
|              | Venturiaceae                 |
|              |                              |
|              | Zopfiaceae                   |
|              |                              |
|              | Phoma                        |
|              |                              |
|              | Speira                       |
|              |                              |
|              | Centrospora                  |
|              |                              |
|              | Mycocentrospora              |
|              |                              |
|              | Pyrenochaeta                 |
|              |                              |
|              | Stagonosporopsis             |
|              |                              |
|              | Ascochyta                    |
|              |                              |
|              | Anguillospora                |
|              |                              |
|              | Sporidesmium                 |
|              |                              |
|              | Ascochytula                  |
|              |                              |
|              | Ascochytella                 |
|              |                              |
|              | Sporocybe                    |
|              |                              |
|              | Periconia                    |
|              |                              |
|              | Berkleasmium                 |
|              |                              |
|              | Didymella                    |
|              |                              |
|              | Herpotrichia                 |
|              |                              |
|              | Dictyosporium                |
|              |                              |
|              | Fusculina                    |
|              |                              |
|              | Briansuttonia                |
|              |                              |
|              | Leptosphaerulina             |
|              |                              |
|              | Elegantimyces                |
|              |                              |
|              | Phaeostagonospora            |
|              |                              |
|              | Massariosphaeria             |
|              |                              |
|              | Extrusothecium               |
|              |                              |
|              | Ascoronospora                |
|              |                              |
|              | Hyalobelemnospora            |
|              |                              |
|              | Immotthia                    |
|              |                              |
|              | Helicascus                   |
|              |                              |
|              | Dactuliophora                |
|              |                              |
|              | Clavariopsis                 |
|              |                              |
|              | Subbaromyces                 |
|              |                              |
|              | Pseudochaetosphaeronema      |
|              |                              |
|              | Coronospora                  |
|              |                              |
|              | Protocucurbitaria            |
|              |                              |
|              | Pseudotrichia                |
|              |                              |
|              | Trematosphaeriopsis          |
|              |                              |
|              | Passerinula                  |
|              |                              |
|              | Metameris                    |
|              |                              |
|              | Neopeckia                    |
|              |                              |
|              | Cheiromoniliophora           |
|              |                              |
|              | Digitodesmium                |
|              |                              |
|              | Boeremia                     |
|              |                              |
|              | Amarenomyces                 |
|              |                              |
|              | Setomelanomma                |
|              |                              |
|              | Didymocrea                   |
|              |                              |
|              | Wettsteinina                 |
|              |                              |
|              | Letendraea                   |
|              |                              |
|              | Rhopographus                 |
|              |                              |
|              | Shiraia                      |
|              |                              |
|              | Farlowiella                  |
|              |                              |
|              | Paraliomyces                 |
|              |                              |
|              | Macroventuria                |
|              |                              |
|              | Neophaeosphaeria             |
|              |                              |
|              | Pseudodidymella              |
|              |                              |
|              | Mycodidymella                |
|              |                              |
|              | Ochrocladosporium            |
|              |                              |
|              | Cheirosporium                |
|              |                              |
|              | Margaretbarromyces           |
|              |                              |
|              | Versicolorisporium           |
|              |                              |
|              | Monoblastiopsis              |
|              |                              |
|              | Ocala                        |
|              |                              |
|              | Lentithecium                 |
|              |                              |
|              | Tingoldiago                  |
|              |                              |
|              | Wicklowia                    |
|              |                              |
|              | Aquaticheirospora            |
|              |                              |
|              | Ascorhombispora              |
|              |                              |
|              | Eopyrenula                   |
|              |                              |

|  | Eopyrenula |
|  |            |